# دييغو باروس أرانا
دييغو باروس أرانا (بالإسبانية: Diego Barros Arana)‏ هو مترجم وكاتب ومؤرخ ودبلوماسي وسياسي تشيلي، ولد في 16 أغسطس 1830 في سانتياغو في تشيلي، وتوفي بنفس المكان في 4 نوفمبر 1907. حزبياً، نشط في Liberal Party (Chile, 1849) ‏. وقد انتخب عضو مجلس النواب من شيلي.

## روابط خارجية
- دييغو باروس أرانا على موقع الموسوعة البريطانية (الإنجليزية)